# 蒙特泽莫洛
蒙特泽莫洛（義大利語：Montezemolo），是意大利库内奥省的一个市镇。总面积6平方公里，人口277人，人口密度46.0人/平方公里（2009年）。ISTAT代码为004141。